# Sayed Kayan
Sayed Kayan hoặc Sayed of Kayan là vai trò lãnh đạo trong cộng đồng Ismaili ở Afghanistan. Cộng đồng Ismaili ở Afghanistan dưới sự dẫn dắt của gia tộc Sayed (hậu duệ của nhà tiên tri Hồi giáo Mohammed) xuất thân từ làng Kayan.

## Lãnh đạo
Gia tộc Sayed Kayan từng là đại diện của Ismaili Iamam trong suốt hai thế kỷ qua.
Trong số những nhân vật đáng chú ý giữ danh hiệu Sayed Kayan gồm có: 
- Sayed Nader Shah

Sau khi ông qua đời, tước hiệu được truyền lại cho con trai cả của ông tên là Sayed Shah Naser Naderi.
- Sayed Shah Naser Naderi
- Sayed Humayoon Naderi con trưởng của Sayed Kayan.
- Sayed Haroon Naderi cháu trai trưởng của Sayed Kayan.

Tín đồ hệ phái Ismaili chủ yếu sống ở các tỉnh khác nhau của Afghanistan bao gồm Kabul, Parwan, Maidan Wardak, Bamyan, Baghlan và Samangan, Balkh, Kunduz, Takhar và Badakhshan.